# Lenkererhebung
Eine Lenkererhebung (Lenkerauskunft) ist eine im österreichischen Kraftfahrgesetz (§ 103 Abs. 2 Kraftfahrgesetz) normierte Regelung, die es Behörden (Bezirksverwaltungsbehörden und Landespolizeidirektionen) erlaubt, von einem Zulassungsbesitzer Auskunft darüber zu verlangen, wer zu einem bestimmten Zeitpunkt ein Kraftfahrzeug gelenkt hat.

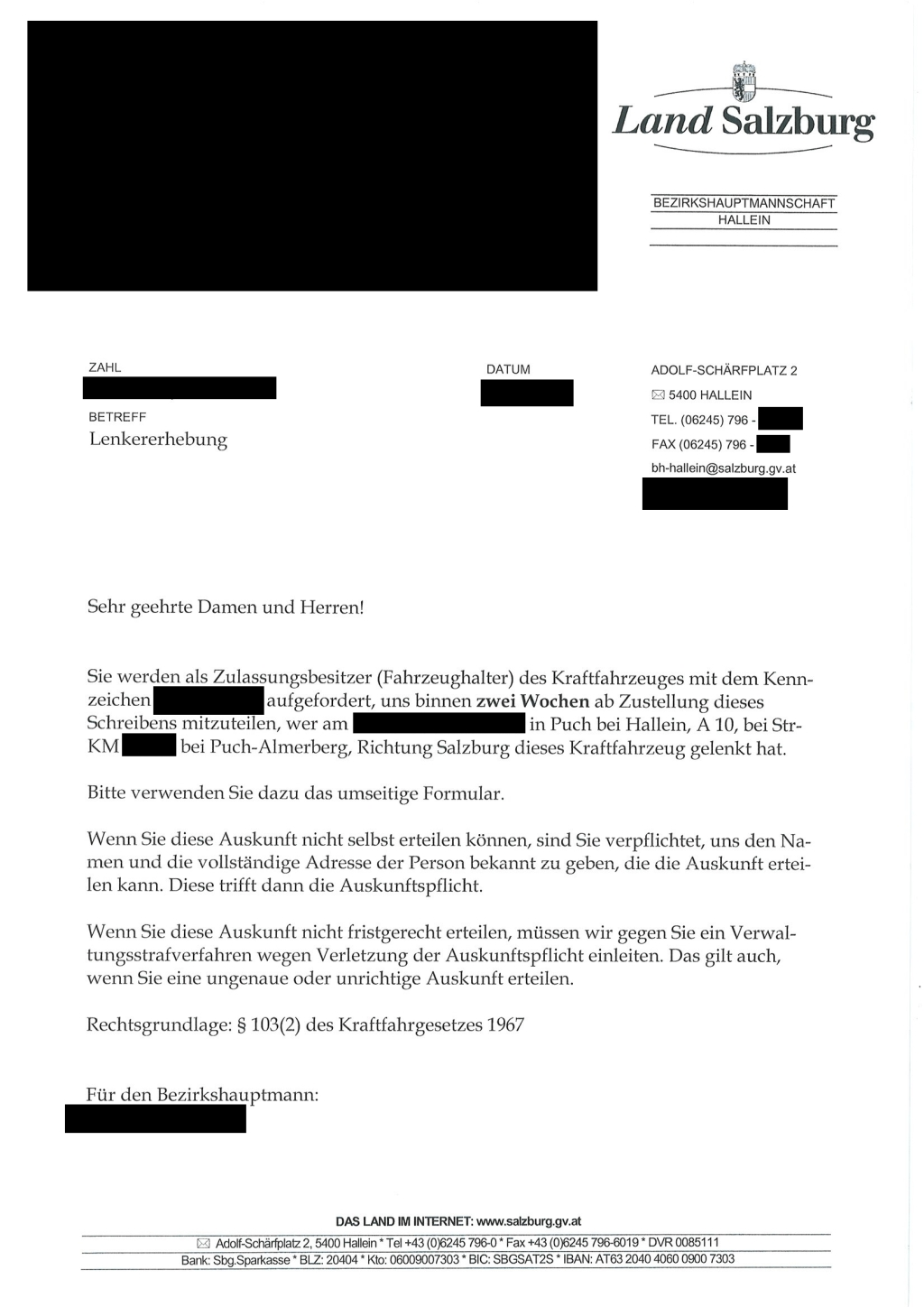
Beispiel Lenkererhebung Vorderseite

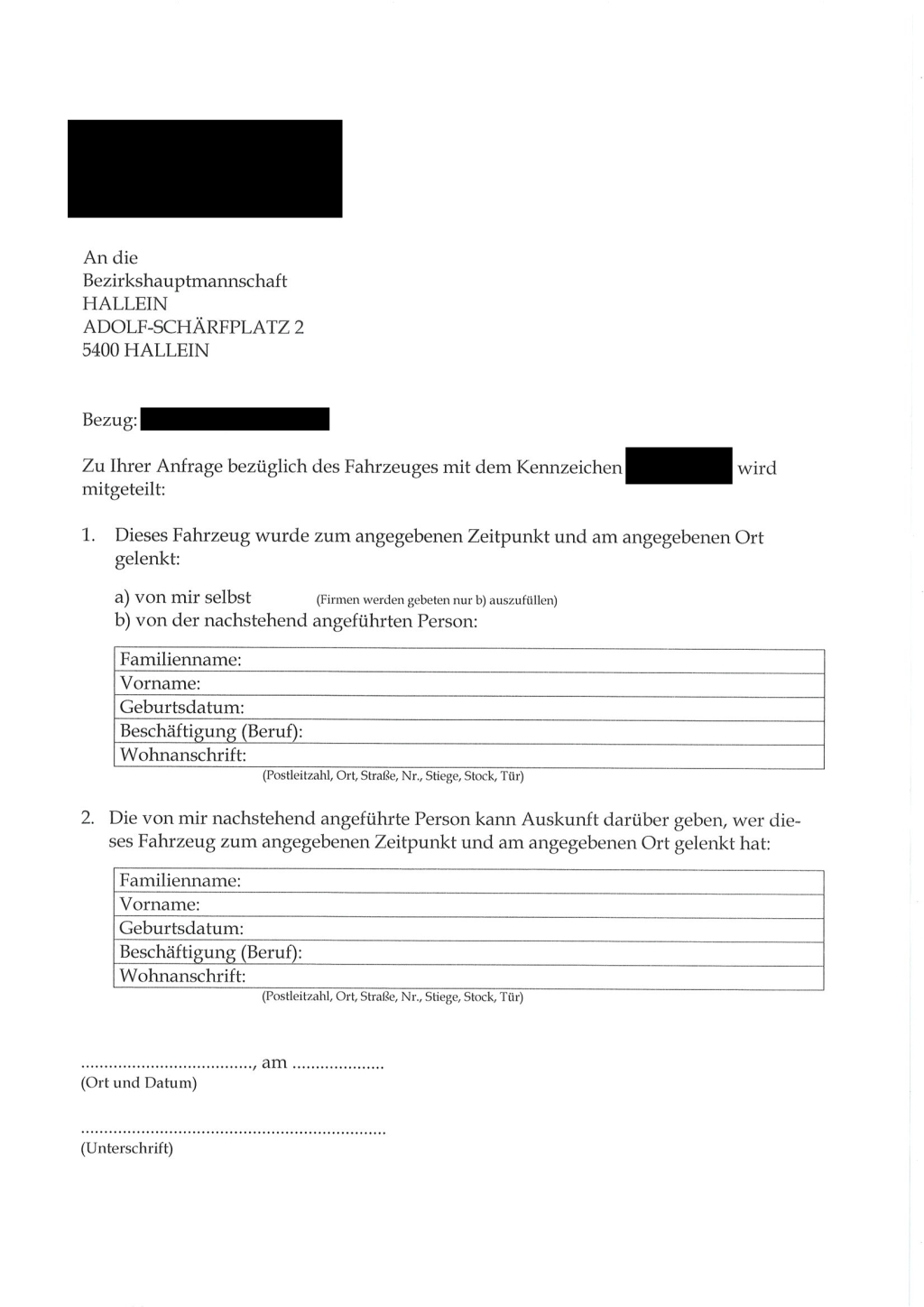
Beispiel Lenkererhebung Rückseite

## Anwendungsgebiete und Voraussetzungen
Das Hauptanwendungsgebiet sind gröbere Verletzungen der österreichischen Straßenverkehrsordnung. Geringfügigere Geldstrafen werden in Österreich immer an den Zulassungsbesitzer gerichtet, ungeachtet, wer das Fahrzeug gelenkt hat oder wem es anvertraut war (Anonymverfügung).
Die Behörde führt die Lenkererhebung entweder durch, weil das vorgeworfene Delikt für eine Anonymverfügung zu schwerwiegend ist oder weil eine solche nicht bezahlt wurde. Lenkererhebungen sind von der für die Ausübung des Verwaltungsstrafrechtes zuständigen Behörde, sofern diese eine Bezirksverwaltungsbehörde oder Landespolizeidirektion ist, zu führen. Erhebungen beispielsweise durch die Beamten des Wachkörpers Bundespolizei aus eigenem Antrieb sind, mangels Behördenqualität des Wachkörpers, keine Lenkererhebung im Sinne des Gesetzes. Die Nichterteilung einer Auskunft lediglich auf dessen Verlangen verwirklicht nicht das Tatbild des § 103 Abs. 2 KFG.
Die Auskunft ist unverzüglich, im Falle einer schriftlichen Aufforderung binnen zwei Wochen nach Zustellung zu erteilen; wenn eine solche Auskunft ohne entsprechende Aufzeichnungen nicht gegeben werden könnte, sind diese Aufzeichnungen zu führen. Diese Auskünfte, welche den Namen und die Anschrift der betreffenden Person enthalten müssen, hat der Zulassungsbesitzer – im Falle von Probe- oder von Überstellungsfahrten der Besitzer der Bewilligung – zu erteilen; kann er diese Auskunft nicht erteilen, so hat er die Person zu benennen, die die Auskunft erteilen kann, diese trifft dann die Auskunftspflicht.
Die angeführten Erhebungen sind, außer bei Gefahr im Verzug, schriftlich oder telefonisch durchzuführen.
Gegenüber der Befugnis der Behörde, derartige Auskünfte zu verlangen, treten Rechte auf Auskunftsverweigerung zurück. Dies ist eine Verfassungsbestimmung. Wird die Lenkererhebung dennoch verweigert oder unrichtig beantwortet, so kann das mit einer Geldstrafe von bis zu 5000 Euro oder sechs Wochen Freiheitsstrafe geahndet werden.
Nach der Rechtsprechung des Verwaltungsgerichtshofs „verpflichtet die Bezeichnung einer Person, die sich ständig oder überwiegend im Ausland aufhält und deren verwaltungsstrafrechtliche Verfolgung, aber auch deren Heranziehung zur Mitwirkung am administrativen Ermittlungsverfahren zumindest erheblich erschwert ist, als Lenker im Sinne des § 103 Abs. 2 KFG 1967 den Zulassungsbesitzer zu einer verstärkten Mitwirkung am Verwaltungs(straf)verfahren. Die Behörde kann dann, wenn ihr Versuch, mit der als Lenker bezeichneten Person in Kontakt zu treten, scheitert, den Zulassungsbesitzer dazu verhalten, zumindest die Existenz dieser Person und deren Aufenthalt in Österreich zum fraglichen Zeitpunkt glaubhaft zu machen. In diesem Zusammenhang kann davon ausgegangen werden, daß ein Zulassungsbesitzer sein Kraftfahrzeug nur Personen zum Lenken überlässt, die er näher kennt.“
Voraussetzung für die Durchführung einer Lenkererhebung ist, dass die vorgeworfene Verkehrsübertretung in Österreich begangen wurde.
Das Gesetz sieht jedoch keine zeitliche Beschränkung der Auskunftspflicht bzw. der Aufbewahrung von Aufzeichnungen, um dieser Verpflichtung nachkommen zu können, vor.
Dementsprechend muss die Lenkerauskunft auch nach Ablauf der Verfolgungsverjährung erteilt werden.

## Geschichte
Die Lenkererhebung war in Österreich bereits seit 1930 in § 89 Abs. 3 Kraftfahrverordnung 1930 (BGBl. Nr. 138/1930) normiert.
Im März 1984 wurde die Lenkererhebung durch den Verfassungsgerichtshof aufgehoben, da laut dem Gericht eine Person nicht unter Strafsanktion gezwungen werden darf, ein Geständnis einer strafbaren Handlung abzulegen, was im Falle der Selbstbenennung als Lenker der Fall ist. Dies sei aus Art. 90 Abs. 2 B-VG abzuleiten.
Jedoch wurde die Lenkerauskunft bereits mit der 10. KFG-Novelle 1986 wieder eingeführt. Diesmal wurde sie jedoch in den Verfassungsrang gehoben, um eine Aufhebung durch den Verfassungsgerichtshof zu verhindern.
Begründet wurde die Wiedereinführung damit, dass „ohne wirksame Ersatzlösung eine geordnete und wirksame Kontrolle im Straßenverkehr nicht mehr möglich sei, weil alle Delikte eines Kraftfahrzeuglenkers, bei denen er nicht persönlich betreten werde, nicht mehr geahndet werden könnten. In Anbetracht der Tatsachen, dass einem Täter von Verkehrsdelikten ein rasches Fortbewegungsmittel zur Verfügung steht, könne hier mit dem klassischen Instrumentarium zur Feststellung eines Täters im fließenden Verkehr (z. B. Fahrerflucht nach einem schweren Verkehrsunfall) nicht das Auslangen gefunden werden. … Bezüglich von Übertretungen im ruhenden Verkehr (z. B. beim verbotswidrigen Abstellen eines Fahrzeuges …) gelte ähnliches; ein Exekutivorgan, das ein verbotswidrig abgestelltes Fahrzeug bemerke, könne nicht verhalten werden, neben dem Fahrzeug auf die Rückkehr des Lenkers zu warten; hiedurch würde ihm die Ausübung seiner sonstigen Dienstpflichten verwehrt.“
Am 8. April 2004 entschied der Europäische Gerichtshof für Menschenrechte im Fall Weh gegen Österreich (Appl 38544/97) mit vier zu drei Stimmen, dass durch die Lenkererhebung Artikel 6 § 1 der Europäischen Menschenrechtskonvention nicht verletzt wird.
Begründet wurde dies damit, „dass der Zusammenhang zwischen der Verpflichtung eines Beschwerdeführers gemäß § 103 Abs. 2 KFG, über den Lenker seines Fahrzeugs Auskunft zu geben, und einem möglichen Strafverfahren wegen Fahrens mit überhöhter Geschwindigkeit ein entfernter und hypothetischer ist. Ohne einen ausreichend konkreten Zusammenhang mit diesem Strafverfahren wirft die Anwendung von Zwangsmitteln (d. h. der Verhängung einer Geldstrafe) zur Erlangung der Auskunft kein Problem in Bezug auf das Recht zu schweigen und das Privileg, sich nicht selbst bezichtigen zu müssen, auf“.
Ähnlich urteilte der EGMR auch im Fall Rieg gegen Österreich am 24. März 2005 (Appl. 63207/00).
Der Unabhängige Verwaltungssenat Vorarlberg entschied am 10. Juni 2005, dass eine Lenkererhebung nach der Eröffnung eines Strafverfahrens gegen eine bestimmte Person unzulässig sei.
Da eine Anonymverfügung aber gemäß § 49a Abs. 6 Verwaltungsstrafgesetz 1991 nicht als Verfolgungshandlung gilt, kann auch nach Zustellung einer solchen eine Lenkererhebung durchgeführt werden.

## Vollstreckung im Ausland
Ausländische Zulassungsbesitzer sind nach österreichischem Recht ebenfalls verpflichtet, eine Lenkererhebung zu beantworten. Die Vollstreckung ist im Ausland faktisch schwer durchsetzbar, da die österreichischen Behörden die jeweiligen Ländern um Rechtshilfe ersuchen müssten.
Berücksichtigen muss man, dass rechtskräftige Verwaltungsstrafen in Österreich drei Jahre lang vollstreckt werden.
Somit kann bei einer Einreise nach Österreich innerhalb der drei Jahre die Strafe in Österreich exekutiert werden. Danach ist das nicht mehr möglich.
Zwischen der Bundesrepublik Deutschland und Österreich trat 1988 ein Vollstreckungsabkommen in Kraft. Dieses regelt in Artikel 9 unter anderem, dass beide Staaten einander Amtshilfe bei der Vollstreckung von rechtskräftigen Geldstrafen und Geldbußen leisten. Das ist insbesondere darum notwendig, weil Deutschland keine Anonymverfügungen kennt.
Somit wären auch rechtskräftige Verurteilungen wegen der Verweigerung einer Lenkerauskunft vollstreckbar.
Allerdings steht in Artikel 4 Abs. 1 des Abkommens, dass Amts- und Rechtshilfe nicht geleistet wird, „wenn sie nach dem Recht des ersuchten Staates unzulässig ist“.
Auf diesen Passus beriefen sich deutsche Behörden in der Praxis häufig aufgrund des Aussageverweigerungsrechtes eines Beschuldigten bzw. des Zeugnisverweigerungsrechtes, wodurch die Vollstreckung nicht durchgeführt wurde.
Artikel 5 Abs. 3 des Rahmenbeschlusses des Rates vom 24. Februar 2005 über die Anwendung des Grundsatzes der gegenseitigen Anerkennung von Geldstrafen und Geldbußen erlaubt die Verweigerung der Vollstreckung nur in Fällen, die nicht unter Artikel 5 Abs. 1 fallen. Dieser Artikel schreibt jedoch die verpflichtende Vollstreckung von „Geldstrafen und Geldbußen gegen die den Straßenverkehr regelnden Vorschriften verstoßende Verhaltensweise“ vor.
„Die Pflicht des Halters, den Lenker eines Fahrzeuges zu nennen, fällt nur bei einer sehr weiten Auslegung bzw. schon Überdehnung unter den Begriff Straßenverkehrsregeln.“
Unabhängig von der Nennung des Lenkers bleiben im Ausland erlassene Geldbußen und -strafen unter Umständen dennoch EU-weit vollstreckbar: Der Europäische Gerichtshof urteilte 2019 (Rs C-671/18), dass die im Tatland nach dem Prinzip der Halterhaftung verhängten Geldstrafen und -bußen im Sinne des Rahmenbeschlusses auch in Ländern zu vollstrecken sind, die Halterhaftung überhaupt nicht kennen.